# Intermedijarna spiralna galaktika
Intermedijarna spiralna galaktika (eng. intermediate spiral galaxy) je galaktika koja je u de Vaucouleursovu sustavu razvrstavanja jedna od triju vrsta spiralnih galaktika. Nalazi se između prečkaste i neprečkaste. Oznake je SAB u morfološkom razvrstavanju galaktika. Prema definiciji, galaktika je kongregacija zvijezda koje na okupu drži gravitacija. Prva galaktika ove vrste koja je otkrivena je Kumova slama. Otkrio ju je Galileo Galilei 1610. godine. Bio je prva osoba s teleskopom dovoljno jakim za postići takvo otkriće. Prije Galilea mislilo se da su svi svijetli objekti na nebu ili planete Sunčeva sustava, mjeseci, komete ili zvijezde. Do dvadesetog stoljeća astronomi nisu znali veličinu svemira, ali nagađali su da je velik kao Kumova slama. Godine 1920. na Nacionalnoj akademiji znanosti odvijala se velika debata između Harlowa Shapleya i Hebera D. Curtisa jesu li maglice mali kuglasti skupovi koji okružuju Kumovu slamu ili odvojene galaktike smještene znatno dalje. Debata nije riješila ništa. Ni jedna strana nije pružila dokaze koji bi vodilil k zaključku da je njihov stav točan u odnosu na drugu stranu. Godine 1923. Edwin Hubble riješio je stvar fotografijom kojom je uslikao galaktiku Andromedu. Otkrio je na fotografiji vrlo svijetli izvor svjetla koji je pulsirao po određenoj stopi, varijablu Cefeida, smještenu izvan Kumove slame. Ovo je moglo poslužiti za određenje udaljenosti do njega. Hubble je dokazao da je svemir pun galaktika i pokazao da je pogrešno razmišljanje da je Kumova slama ukupna veličina svemira. Mnogo je galaktika u svemiru, eliptičnih, prečkastih spiralnih; variraju u obliku i veličini, ali u prosjeku najobilnije je spiralnih galaktika.